# Maureen Reagan

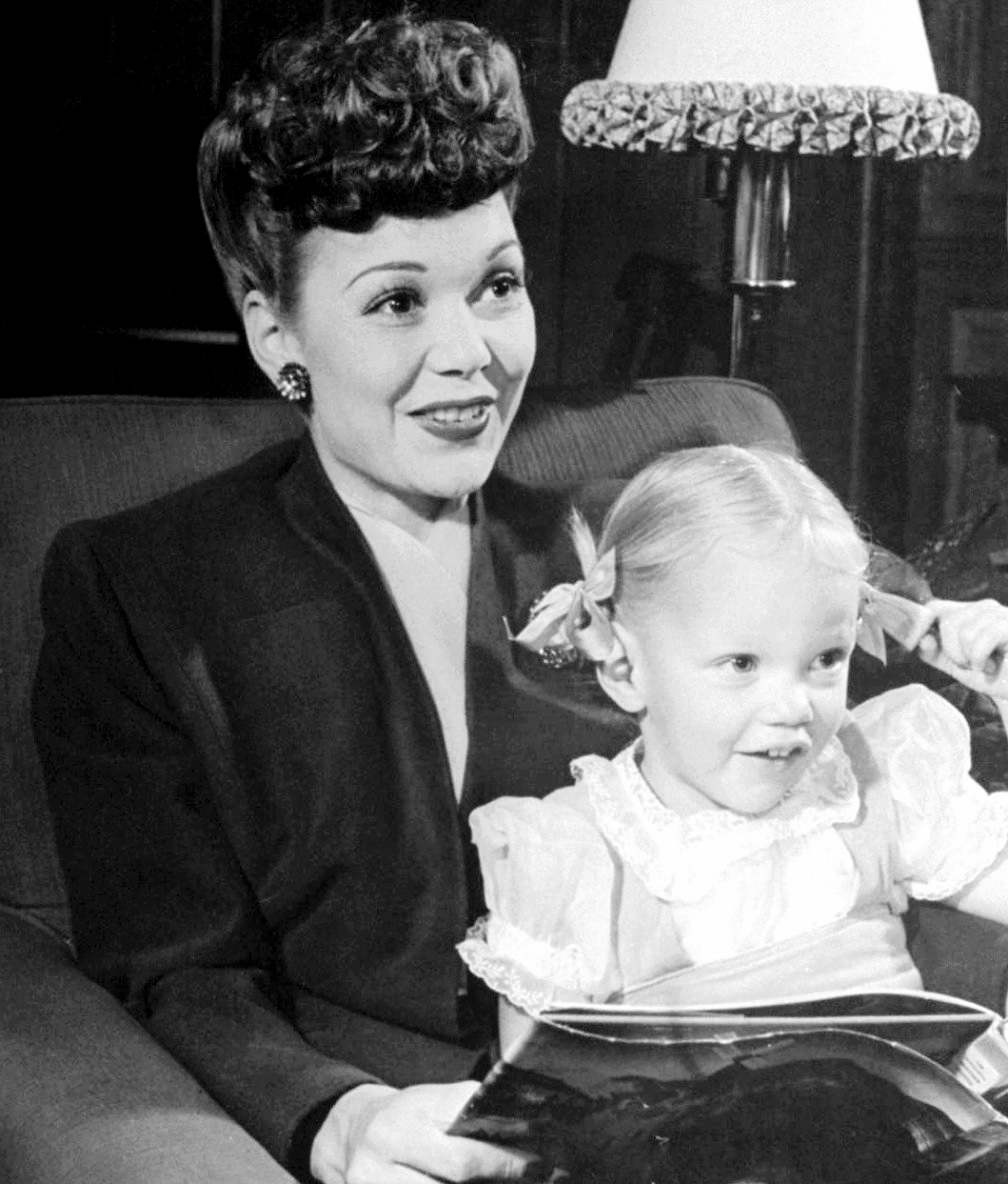
Maureen Reagan con su madre, Jane Wyman (1944)

Maureen Elizabeth Reagan (4 de enero de 1941, Los Ángeles - 8 de agosto de 2001, Granite Bay, California) fue la primera hija del expresidente de los Estados Unidos Ronald Reagan y de su primera esposa, Jane Wyman.

Tuvo otros cuatro hermanos, los dos últimos fruto del segundo matrimonio de su padre con Nancy Davisː Michael Reagan (adoptado), Christine (quien falleció poco después de nacer), Patti Davis y Ron Reagan.

## Biografía
Sus primeros años de vida y adolescencia transcurrieron en Los Ángeles, California, donde asistió al Immaculate Heart High School, para trasladarse posteriormente a la Universidad de Marymount (Virginia), no finalizando sus estudios.

Tras abandonar la universidad persiguió el labrarse una carrera en el cine, interviniendo con papeles secundarios en películas como Primos queridos (Kissin cousins), junto a Elvis Presley.

## Actividades políticas
Colaboró durante 1967 en la campaña del candidato republicano para el cargo de Gobernador de Misisipi Rubel Phillips.

Maureen Reagan fue la primera hija de un presidente estadounidense que intentó lanzarse a la carrera política. Primero en 1982, como candidata al Senado de los Estados Unidos y también en 1992, con su candidatura para el 36º Distrito congresual por California. Ambos intentos acabaron en sendas derrotas.
A pesar de una apariencia familiar de unidad, Maureen Reagan tenía una opinión radicalmente distinta de la de su padre en determinados asuntos. Criada bajo la fe católica se mostraba, sin embargo, partidaria del aborto. Asimismo mantenía que Oliver North debía haber sido juzgado por un consejo de guerra.
Tras el diagnóstico de la enfermedad de Alzheimer de su padre, en 1994, Maureen Reagan formó parte de la dirección de la Asociación del Alzheimer y se convirtió en su portavoz.

## Vida personal
Se casó tres veces:
- John Filippone, un policía; se casaron en 1961 y se divorciaron al año siguiente.[7]
- David G. Sills, abogado y oficial del Cuerpo de Marines;  se casaron en 1964 y se divorciaron en 1967.[7]
- Dennis C. Revell, el 25 de abril de 1981.[7] El matrimonio adoptó una hija en Uganda, Margaret "Rita" Mirembe Revell,[8][9][10][11] cuyo proceso de adopción culminó en el año 2001, estando ya Maureen Reagan muy debilitada por su cáncer[8] que causará su muerte en agosto de ese mismo año, a los 60 años de edad.[8][11][12][13]

Maureen Reagan había colaborado en la Asociación de Alzheimer con el actor David Hyde Pierce, popular por su participación en la serie de televisión  Frasier. Fue él el encargado de leer el discurso durante su funeral, en el que recordó la incansable lucha de su amiga contra esa enfermedad que destruye la mente.

## Fallecimiento
En 1996 se le diagnosticó un melanoma sometiéndose a diversos tratamientos de quimioterapia y radioterapia. En 2001 fue hospitalizada en el mismo hospital en el que se hallaba su padre, quien había sufrido una seria recaída. En ese mismo centro hospitalario le informaron que las pruebas médicas revelaban que el cáncer se había extendido hasta el cerebro. Tras cinco años de intensa lucha contra su enfermedad, falleció el 8 de agosto de 2001 en su casa de Sacramento, California. Sus restos se encuentran en el cementerio y mausoleo católico Calvary, también en Sacramento.